# Estrela da Vila
Grêmio Cultural Recreativo Estrela da Vila é uma escola de samba da cidade de Sorocaba fundada em 1983. A escola de samba conquistou o campeonato do carnaval de Sorocaba nos anos de 2012 e 2014.